# Zlonice (zámek)
Zlonice (též Štáf) jsou hrad přestavěný na zámek ve stejnojmenném městysi v okrese Kladno. Založen byl nejspíše jako královský hrad ve čtrnáctém století. Václav Valkoun z Adlaru ho roku 1560 nechal přestavět na renesanční zámek, který byl později upraven na byty a kanceláře. Od roku 1978 je chráněn jako kulturní památka.

## Historie

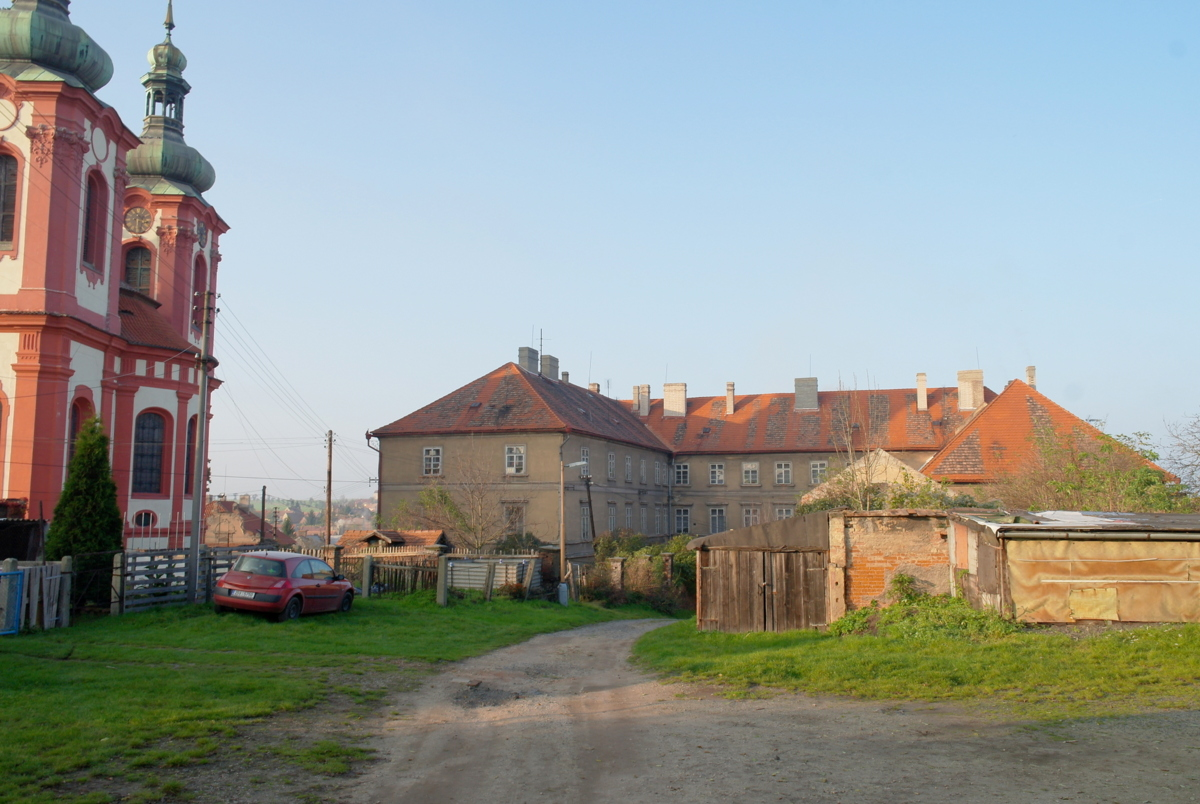
Zadní trakt zámku s částí kostela

První písemná zmínka o zlonickém hradu pochází z roku 1352, kdy byl nejspíše královským majetkem, kterým zůstal až do husitských válek, přestože samotné Zlonice král Zikmund zastavil již roku 1420 

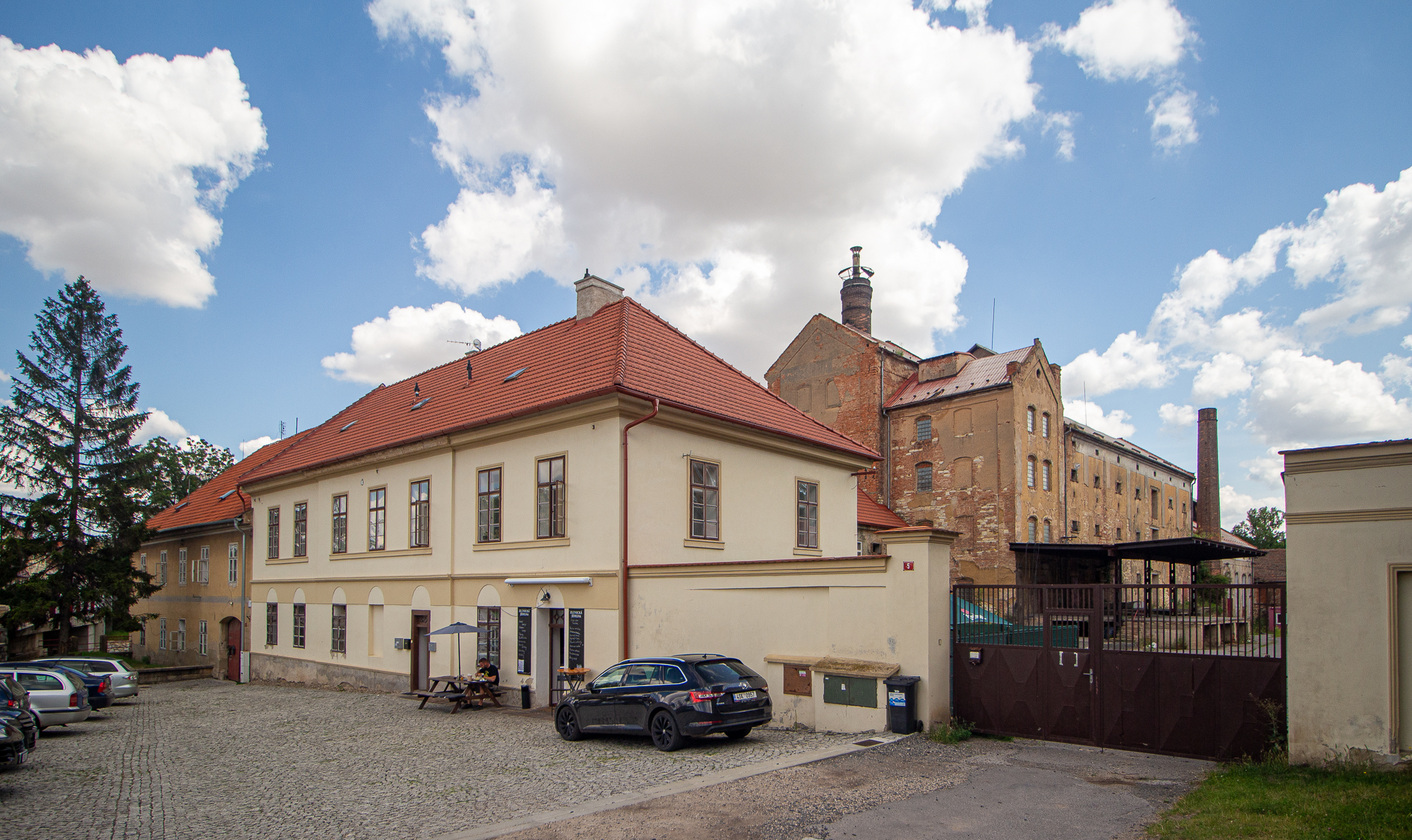
Zámecký knížecí pivovar

pánům ze Žerotína. Dalším známým majitelem byl až Albrecht Šlik z Holíče, který Zlonice roku 1535 prodal Ondřeji Tatkovi z Kuřího, jenž zlonické panství získal do dědičného držení. Po něm hrad zdědila jeho dcera Anna provdaná za Václava Valkouna z Adlaru, který nechal starý hrad přestavět na renesanční zámek. Anna z Adlaru později majetek rozdělila mezi své děti. Majitelem zámku označovaném tehdy jako tvrz, se roku 1576 stal její syn Jan Valkoun z Adlaru. Po Janově smrti v roce 1584 spravovala majetek za nezletilé děti nejprve jejich matka Lidmila, rozená Vlkovna z Kvítkova, a když zemřela, stal se poručníkem Hertvík Žejdlic. Bohuchval Valkoun z Adlaru dosáhl plnoletosti v roce 1601 a vzápětí zahájil rozsáhlé stavební úpravy zámku. Později za svého života zastával funkci hejtmana Slánského kraje.
Během stavovského povstání se Bohuchval Valkoun postavil na stranu Fridricha Falckého. Díky své katolické víře a přímluvě katolické šlechty byl po bitvě na Bílé hoře odsouzen pouze k pokutě tří tisíc zlatých a změně právního statusu svých majetků na manství. Po Bohuchvalově smrti roku 1653 rozsáhlé panství, ke kterému patřily vesnice Zlonice, Poštovice, Břešťany, Tmáň, Křovice, Vzkury, Ješín, Bakov, Stradonice, Bečalky, Páleček, Čeradice, Hořešovice, Hořešovičky, Žichovec a Bílichov, zdědil jeho syn Jan Jaroslav Valkoun z Adlaru, který zemřel roku 1663. Jeho syn z prvního manželství Bohuslav Bernard Valkoun panství vlastnil až do smrti v roce 1693.
Posledním zlonickým pánem z rodu Valkounů se stal Jaroslavův syn Václav Jan Vojtěch Valkoun, za něhož císař Josef povýšil roku 1705 Zlonice na město. Zastával také funkci hejtmana Slánského kraje, ale přes své postavení se velmi zadlužil. Dluhy splatil roku 1707 hrabě Norbert Leopold Libštejnský z Kolovrat, a náhradou za ně získal zlonické panství. Norbert zemřel roku 1716, a Zlonice připadly jeho druhému synovi Norbertu Vincentovi, který v roce 1721 panství prodal hraběti Filipovi Kinskému, Panským sídlem byl zámek do roku 1758, kdy došlo k požáru, po kterém byl upraven na kanceláře a byty. V podobném duchu proběhly další úpravy v roce 1833, při kterých byly zazděny arkády a zanikly i další renesanční prvky. Ferdinand Bonaventura Kinský vlastnil Heřmanův Městec, Horažďovice, Choceň, Českou Kamenici, Rosice a Zlonice.
V první etapě pozemkové reformy byl Karlovi Kinskému (1858–1919) velkostatek Česká Kamenice se statky Zlonice, Osluchov, Oudeřice, Sazená, Dolní Kamenice dán Státním pozemkovým úřadem do záboru. Velkostatky byly rozparcelovány na zbytkové statky, z nichž statek Zlonice měl rozlohu 67 hektarů a přídělovou cenu 440 000 korun.

## Stavební podoba
Pozůstatkem hradu jsou valeně klenuté prostory se štěrbinovými okénky v suterénu východního a části severního zámeckého křídla, které byly součástí čtyřprostorového paláce nejméně z období pozdní gotiky. Dochovaná zámecká budova je trojkřídlá, přičemž severní a západní křídla jsou dvoupatrová, zatímco východní křídlo má jen jedno patro. Z architektonických detailů se v nádvoří dochovaly přízemní pilíře původních arkád a v průčelí znak Kinských z roku 1835. Na nádvoří se také nachází erb Valkounů z Adlaru spolu s letopočtem 1602.